# Suvi Do (Lipljan)
Pour les articles homonymes, voir Suvi Do.
Suvi Do en serbe latin et Suhodoll en albanais (en serbe cyrillique : Суви До) est une localité du Kosovo située dans la commune/municipalité de Lipjan/Lipljan, district de Pristina (Kosovo) ou district de Kosovo (Serbie). Selon le recensement kosovar de 2011, elle compte 470 habitants.
Selon le découpage administratif kosovar, elle fait partie de la commune/municipalité de Gračanica/Graçanicë.

## Démographie

### Évolution historique de la population dans la localité
| 1948 | 1953 | 1961 | 1971 | 1981 | 1991 | 2011 |
| ---- | ---- | ---- | ---- | ---- | ---- | ---- |
| 725  | 679  | 626  | 495  | 638  | 641  | 470  |

|  |

### Répartition de la population par nationalités (2011)
En 2011, les Serbes représentaient 55,74 % de la population et les Albanais 43,83 %.